# 巴西鰓脂鯉
巴西鰓脂鯉，為輻鰭魚綱脂鯉目脂鯉亞目半齒脂鯉科的其一種，分布於南美洲塔帕若斯河及托坎廷斯河流域，體長可達7.2公分，棲息在底中層水域，生活習性不明。